# Língua xuém
Xuém (em exônimo: Vahcuengh ou Sawndip; sawndip tradicional: 吪僮; chinês tradicional: 壯語; chinês simplificado: 壮语; pinyin: Zhuàngyǔ) é um grupo etnolinguístico, dos xuéns, que existe em várias áreas da Região Autónoma Xuém de Quancim, na China e noutros países, principalmente no sudeste asiático, incluindo Timor. Tem ao redor de 17 milhões de falantes, principalmente na Região Autónoma Xuém de Quancim e nas províncias de Iunã e Cantão.
O xuém é notável por ser a língua com mais falantes de entre as que não possuem uma tradução da Bíblia.

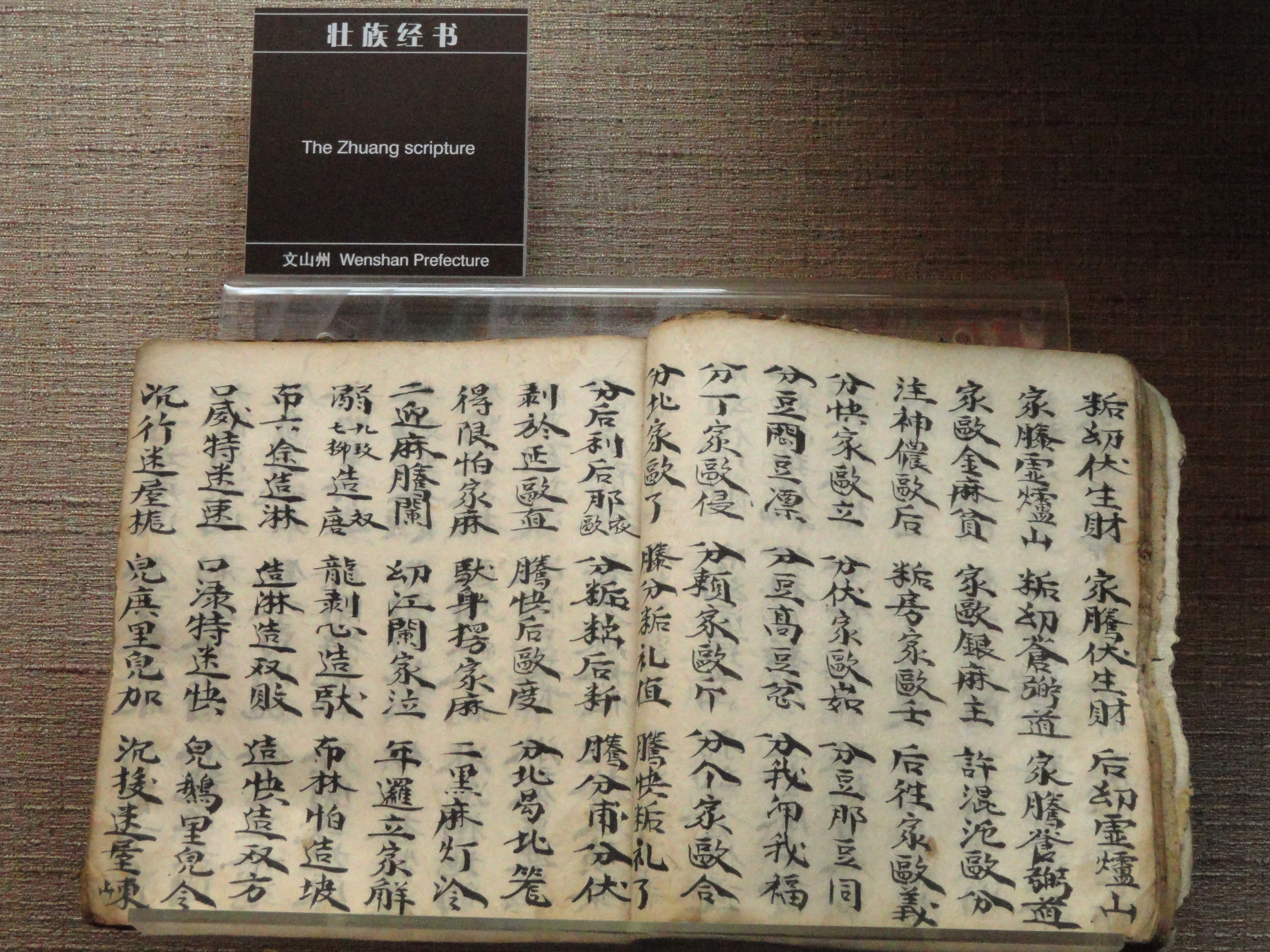
Sawndip, manuscrito em xuém

## Variedades
O xuém é uma língua pluricêntrica de variedades ininteligíveis entre si, apesar de ter uma versão padronizada, baseada no dialeto de Wuming, condado de Nanning, pertencente à variedade de Yongbei.
As variedades são divididas entre as do norte e as do sul, em relação ao rio Yong. São mais próximas de outras línguas tai que entre si, as variedades do norte formando um continuum dialetal com o bouyei, enquanto as do sul assemelham-se com as línguas nung, tày e caolan. As variedades são as seguintes:

### Xuém do norte
- Guibei 桂北
- Liujiang 柳江
- Hongshui He 红水河 [5]
- Yongbei 邕北
- Youjiang 右江
- Guibian 桂边 (parte do xuém de Yei com o de Qiubei)
- Qiubei 丘北 (parte do xuém de Yei com o de Guibiã)
- Lianshan 连山

### Xuém do sul
- Yongnan 邕南
- Zuojiang 左江
- Dejing 得靖, possui variedades ininteligíveis entre si
- Yanguang 砚广
- Wenma 文马